# 小野堅太郎
小野 堅太郎（おの けんたろう、1940年6月17日 -  ）は、日本の経営者、銀行家。山梨中央銀行頭取を務めた。

## 来歴・人物
山梨県出身。1964年に北海道大学法学部を卒業し、同年に山梨中央銀行に入行した。1995年6月に取締役に就任し、1997年6月に常務、1999年6月に専務を経て、2001年6月には頭取に就任。2007年6月に会長に就任し、2011年6月には取締役顧問に就任。
2011年11月に旭日小綬章を受章。